# Wim De Vilder
Wim De Vilder (Leuven, 2 juli 1969) is een van de Belgische nieuwslezers van Het Journaal bij de Vlaamse openbare omroep VRT.
Naast het presenteren van Het Journaal op VRT 1 hield hij zich bezig met het reportageprogramma Koppen. Eind jaren 90 presenteerde hij ook het programma Zwerfroute op Canvas.

## Carrière
De Vilder studeerde rechten in Leuven en communicatiewetenschappen in Gent. In 1993 begon zijn carrière bij de VRT, als reporter van Voor de dag op Radio 1. In 1996 stapte hij over naar de televisienieuwsdienst, waar hij vanaf 20 augustus 1999 een van de vaste journaalankers werd. Ook presenteerde hij het actualiteitsprogramma Koppen. Daarmee stopte hij op 30 mei 2013 om zich meer toe te leggen op Het Journaal en een nieuw project, Over 5 jaar. Voor dat project gaven zeven Vlamingen in 2010 hun persoonlijke en wereldlijke toekomstvisie voor 2015. Het project werd in 2015 tijdens drie televisie-uitzendingen voorgesteld, waarna nieuwe bekende personen werden geïnterviewd voor 2020. In 2020 werd hetzelfde gedaan voor 2025.
Sinds 2020 presenteert hij het Jaaroverzicht van de nieuwsdienst op VRT 1. 
Hij werkt geregeld mee aan het goede doel. Zo presenteerde hij een paar keer de slotshow van Kom op Tegen Kanker en stond hij in 2003 op de affiche voor een nationale campagne om gezond eten te bevorderen. Voor de actie Music for Life van Studio Brussel in 2007 doneerde een gever 5.100 euro voor een privénieuwsuitzending met De Vilder.
De Vilder was naast zijn collega Cathérine Moerkerke van de commerciële omroep VTM gastheer van de eerste drie edities van de Nacht van de Vlaamse Televisie Sterren, een gala voor Vlaamse televisieprijzen, voor het eerst georganiseerd door de Vlaamse Televisie Academie in 2008.
Naast zijn televisiewerk geeft De Vilder gastcolleges aan de universiteiten van Leuven en Gent en mediatraining aan de Katholieke Hogeschool Vives in Kortrijk. Hij treedt ook regelmatig op als spreker voor bedrijfsmensen, conferenties en bedrijfsevenementen.
De Vilder maakte in 2002 in het tijdschrift Humo zijn homoseksualiteit bekend. Hij huwde in 2013.
In 2024 nam De Vilder deel aan de zangwedstrijd The Masked Singer op VTM, verkleed als het personage "Boom".